# Kate Beckinsale
Kathrin Romany Beckinsale (sinh ngày 26 tháng 7 năm 1973) là một nữ diễn viên và người mẫu người Anh. Sau một số vai diễn truyền hình nhỏ, cô đã đóng vai chính đầu tay trong Much Ado About Nothing (1993). Cô xuất hiện trong các bộ phim truyền hình của Anh như Prince of Jutland (1994), Cold Comfort Farm (1995), Emma (1996) và The Golden Bowl (2000). Sau khi xuất hiện trong những bộ phim truyền hình quy mô nhỏ như The Last Days of Disco (1998) và Brokedown Palace (1999), cô đóng vai chính trong bộ phim chiến tranh Trân Châu Cảng và phim hài lãng mạn Serendipity. Cô đóng tiếp vai diễn trong The Aviator (2004) và Click (2006).
Từ khi được chọn làm diễn viên đóng vai chính Selene trong loạt phim Thế giới ngầm (2003–nay), Beckinsale trở nên nổi tiếng trước công chúng trong phim hành động, bao gồm Van Helsing (2004), Whiteout (2009), Phi vụ ngầm (2012) và Truy tìm ký ức (2012). Cô cũng tiếp tục xuất hiện trong các dự án chính kịch nhỏ hơn như Snow Angels (2007), Nothing but the Truth (2008) và Everybody's Fine (2009). Năm 2016, cô xuất hiện trong phim Love & Friendship, màn trình diễn của cô nhận được sự tán dương trên toàn thế giới.

## Các phim đã đóng
Ghi chú
| Films that have not yet been released | Phim chưa phát hành |

| Năm  | Tên phim                          | Vai diễn               | Ghi chú                      |
| ---- | --------------------------------- | ---------------------- | ---------------------------- |
| 1991 | One Against the World             | Barbe Lindell          |                              |
| 1992 | Rachel's Dream                    | Rachel                 | Phim ngắn                    |
| 1993 | Much Ado About Nothing            | Hero                   |                              |
| 1994 | Uncovered                         | Julia                  |                              |
| 1994 | Prince of Jutland                 | Ethel                  |                              |
| 1995 | Marie-Louise Ou La Permission     | Marie-Louise           |                              |
| 1995 | Cold Comfort Farm                 | Flora Poste            |                              |
| 1995 | Haunted                           | Christina Mariell      |                              |
| 1996 | Emma                              | Emma Woodhouse         |                              |
| 1997 | Shooting Fish                     | Georgie                |                              |
| 1998 | The Last Days of Disco            | Charlotte Pingress     |                              |
| 1998 | Alice Through the Looking Glass   | Alice                  |                              |
| 1999 | Brokedown Palace                  | Darlene Davis          |                              |
| 2000 | The Golden Bowl                   | Maggie Verver          |                              |
| 2001 | Trân Châu Cảng                    | Evelyn Johnson         |                              |
| 2001 | Serendipity                       | Sara Thomas            |                              |
| 2002 | Laurel Canyon                     | Alex Elliot            |                              |
| 2003 | Underworld                        | Selene                 |                              |
| 2003 | Tiptoes                           | Carol                  |                              |
| 2004 | The Aviator                       | Ava Gardner            |                              |
| 2004 | Van Helsing: Khắc tinh ma cà rồng | Anna Valerious         |                              |
| 2006 | Cú click huyền bí                 | Donna Newman           |                              |
| 2006 | Underworld: Evolution             | Selene                 |                              |
| 2007 | Vacancy                           | Amy Fox                |                              |
| 2007 | Snow Angels                       | Annie Marchand         |                              |
| 2008 | Nothing but the Truth             | Rachel Armstrong       |                              |
| 2008 | Winged Creatures                  | Carla Davenport        |                              |
| 2008 | Nothing But the Truth             | Rachel Armstrong       |                              |
| 2008 | Vacancy 2: The First Cut          | Amy Fox                |                              |
| 2009 | Whiteout                          | Carrie Stetko          |                              |
| 2009 | Underworld: Rise of the Lycans    | Selene                 | Vai cameo                    |
| 2009 | Everybody's Fine                  | Amy Goode              |                              |
| 2012 | Phi vụ ngầm                       | Kate Farraday          |                              |
| 2012 | Underworld: Awakening             | Selene                 |                              |
| 2012 | Truy tìm ký ức                    | Lori Quaid             |                              |
| 2012 | Republicans, Get in My Vagina     | Woman #3               | Phim ngắn                    |
| 2013 | The Trials of Cate McCall         | Cate McCall            |                              |
| 2014 | Stonehearst Asylum                | Eliza Graves           |                              |
| 2014 | The Face of an Angel              | Simone Ford            |                              |
| 2015 | Absolutely Anything               | Catherine West         |                              |
| 2016 | Love & Friendship                 | Lady Susan Vernon      |                              |
| 2016 | The Disappointments Room          | Dana                   |                              |
| 2016 | Underworld: Blood Wars            | Selene                 |                              |
| 2017 | The Only Living Boy in New York   | Johanna                |                              |
| 2018 | Farming                           | Ingrid Carpenter       |                              |
| 2019 | Untouchable                       | Chính cô               | Không xuất hiện trong credit |
| 2021 | Jolt                              | Lindy Lewis            |                              |
| TBA  | El Tonto                          | TBA                    | Đang sản xuất                |
| TBA  | Prisoner's Daughter               | Maxine                 | Đang sản xuất                |
| TBA  | Canary Black                      | CIA agent Avery Graves | Đang sản xuất                |

| Năm  | Tên phim            | Vai diễn         | Ghi chú                      |
| ---- | ------------------- | ---------------- | ---------------------------- |
| 1991 | Devices and Desires | Young Alice Mair | 1 tập                        |
| 1993 | Anna Lee            | Thea Hahn        | Tập: "Headcase"              |
| 1995 | Cold Comfort Farm   | Flora Poste      | Phim truyền hình             |
| 2019 | The Widow           | Georgia Wells    | Vai chính                    |
| 2021 | Guilty Party        | Beth Baker       | Giám đốc sản xuất; vai chính |